# Championnat de Dominique de football 2012-2013
Navigation
Saison 2004-2005 Saison 2014-2015
La saison 2012-2013 du Championnat de Dominique de football est la soixante-deuxième édition du championnat national en Dominique. Les neuf équipes engagées sont regroupées au sein d'une poule unique où elles s'affrontent à deux reprises. En fin de saison, les deux derniers du classement sont relégués et remplacés par le meilleur club de First League.
C'est le Scotia Bank Bath Estate qui remporte la compétition cette saison après avoir terminé en tête du classement final, avec six points d'avance sur  Sagicor South East et sept sur Dublanc FC. Il s’agit du quatrième titre de champion de Dominique de l'histoire du club.

## Les clubs participants
- Aicons FC
- Scotia Bank Bath Estate
- Northern Concrete & Steel Bombers
- RIC Kensbro
- Sam Martin Pointe-Michel - Promu de First Division
- Dublanc Football Club
- Sagicor South East
- Harlem United
- Wacky Rollers SC

## Compétition
Le barème de points servant à établir le classement se décompose ainsi :
- Victoire : 3 points
- Match nul : 1 point
- Défaite : 0 point

### Classement
| Rang | Équipe                            | Pts | J  | G  | N | P  | Bp | Bc | Diff |
| ---- | --------------------------------- | --- | -- | -- | - | -- | -- | -- | ---- |
| 1    | Scotia Bank Bath Estate           | 37  | 16 | 12 | 1 | 3  | 46 | 14 | +32  |
| 2    | Sagicor South East                | 31  | 16 | 10 | 1 | 5  | 33 | 22 | +11  |
| 3    | Dublanc Football Club             | 30  | 16 | 9  | 3 | 4  | 33 | 27 | +6   |
| 4    | Aicons FC                         | 23  | 16 | 7  | 2 | 7  | 34 | 37 | -3   |
| 5    | Sam Martin Pointe-MichelP         | 22  | 16 | 7  | 1 | 8  | 28 | 48 | -20  |
| 6    | Harlem UnitedT                    | 20  | 16 | 6  | 2 | 8  | 26 | 27 | -1   |
| 7    | Northern Concrete & Steel Bombers | 18  | 16 | 5  | 3 | 8  | 23 | 30 | -7   |
| 8    | RIC Kensbro                       | 12  | 16 | 3  | 3 | 10 | 27 | 31 | -4   |
| 9    | Wacky Rollers SC                  | 11  | 16 | 1  | 8 | 7  | 16 | 30 | -14  |

|  | Champion de Dominique 2012-2013                 |
|  | Relégation en First Division                    |
|  | T : Tenant du titre P : Promu de First Division |

## Bilan de la saison
| Championnat de Dominique de football 2012-2013 |                                    |
| Champion                                       | Scotia Bank Bath Estate (4e titre) |
| Qualifications continentales                   |                                    |
| CFU Club Championship 2014                     | Aucun                              |
| Promotions et relégations                      |                                    |
| Promus en National Premier League              | Exodus FC                          |
| Relégués en First Division                     | RIC Kensbro                        |
| Relégués en First Division                     | Wacky Rollers SC                   |